# Govelin

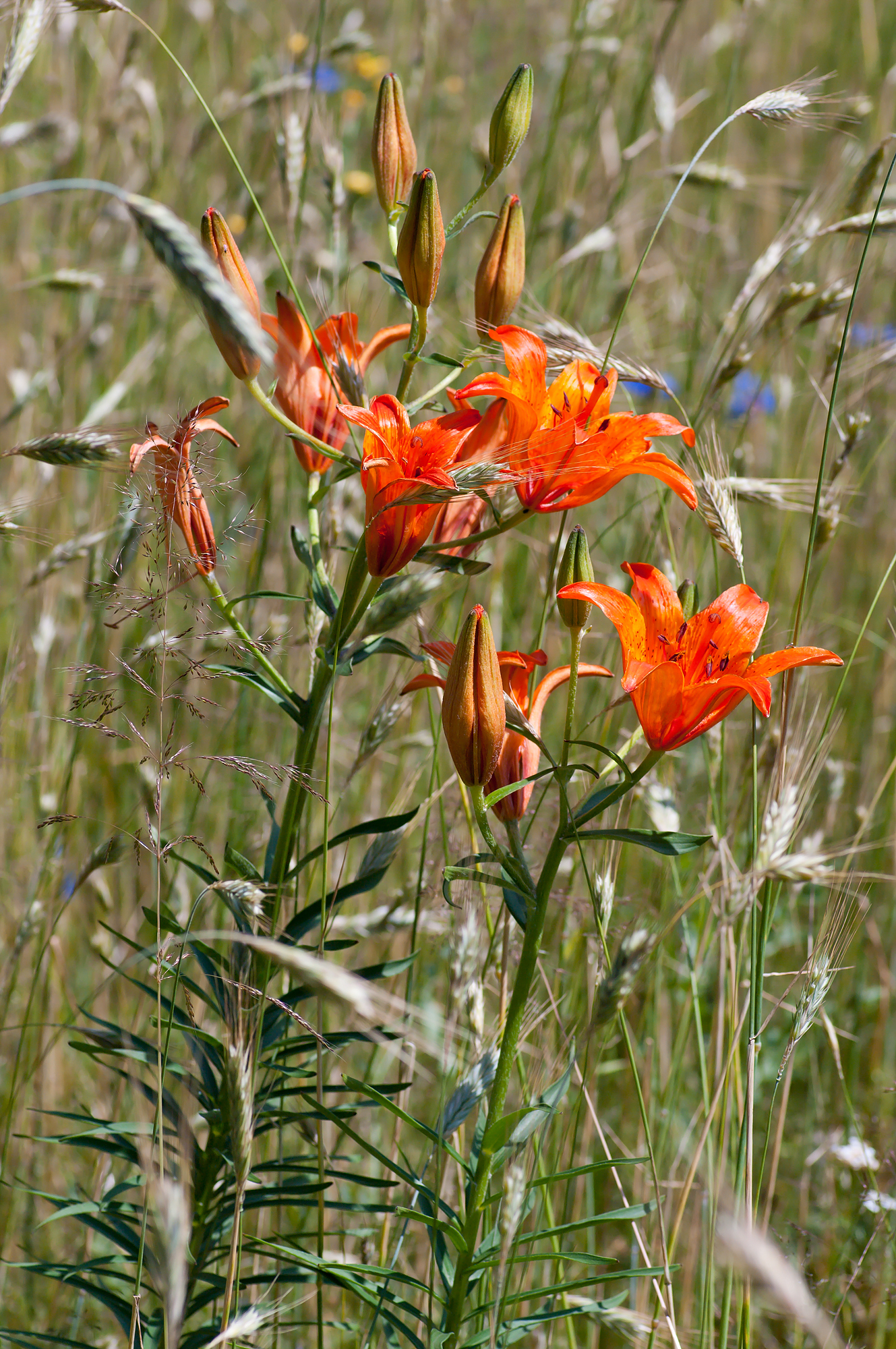
Acker-Feuerlilien in extensiv bewirtschaftetem Roggenfeld bei Govelin

Govelin ist ein Weiler in der Gemeinde Göhrde im nördlichen Wendland (Landkreis Lüchow-Dannenberg) in Niedersachsen. Bis 1972 war es selbständige Gemeinde.

## Lage und Struktur
Die Siedlung liegt auf ca. 50 m NN in einer Ausbuchtung der Hohen Geest des Drawehn. Die Umgebung bildet eine Art Trockental zwischen kuppigen, stark zerschnittenen Endmoränenzügen. Es dominieren sehr trockene, nährstoffarme Sandböden. Die Gemarkungsfläche beträgt 453 Hektar, davon sind 121 ha Landwirtschaft. Nördlich führt die Bahnstrecke Wittenberge–Buchholz vorbei, Haltestelle ist Leitstade. Südlich verläuft die B 216, die durch eine Verbindungsstraße über Metzingen und Bredenbock angebunden ist.
Govelin besteht aus drei Einzelhöfen. Große Vierständer-Haupthäuser befinden sich in lockerer Anordnung unter hohen Eichen. Die Einwohnerzahl beträgt zehn (davon vier in Nebenwohnungen; Stand: um 2000).

## Natur, Tourismus
Aufgrund der besonders schonenden Wirtschaftsweise eines Goveliner Landwirts konnten sich auf einigen Trockenäckern überregional bedeutende Bestände der Acker-Feuerlilie und anderer auf nährstoffarme Standorte spezialisierter Pflanzenarten erhalten und ausbreiten. Östlich des Weilers wurde ein Feldlilienpfad ausgewiesen; zur Blütezeit der Feuerlilien im Juni/Juli finden Führungen und Vorträge statt.